# كلاوديا ميشنوفا
كلاوديا ميشنوفا مواليد 4 يونيو 1990، هي لاعبة كرة يد سلوفاكية تلعب كوسط مدافع. مثلت منتخب سلوفاكيا لكرة اليد للسيدات.

## سجل المنافسة
شاركت في البطولات التالية:
- بطولة أوروبا لكرة اليد للسيدات 2014